# Blåbärsgröt

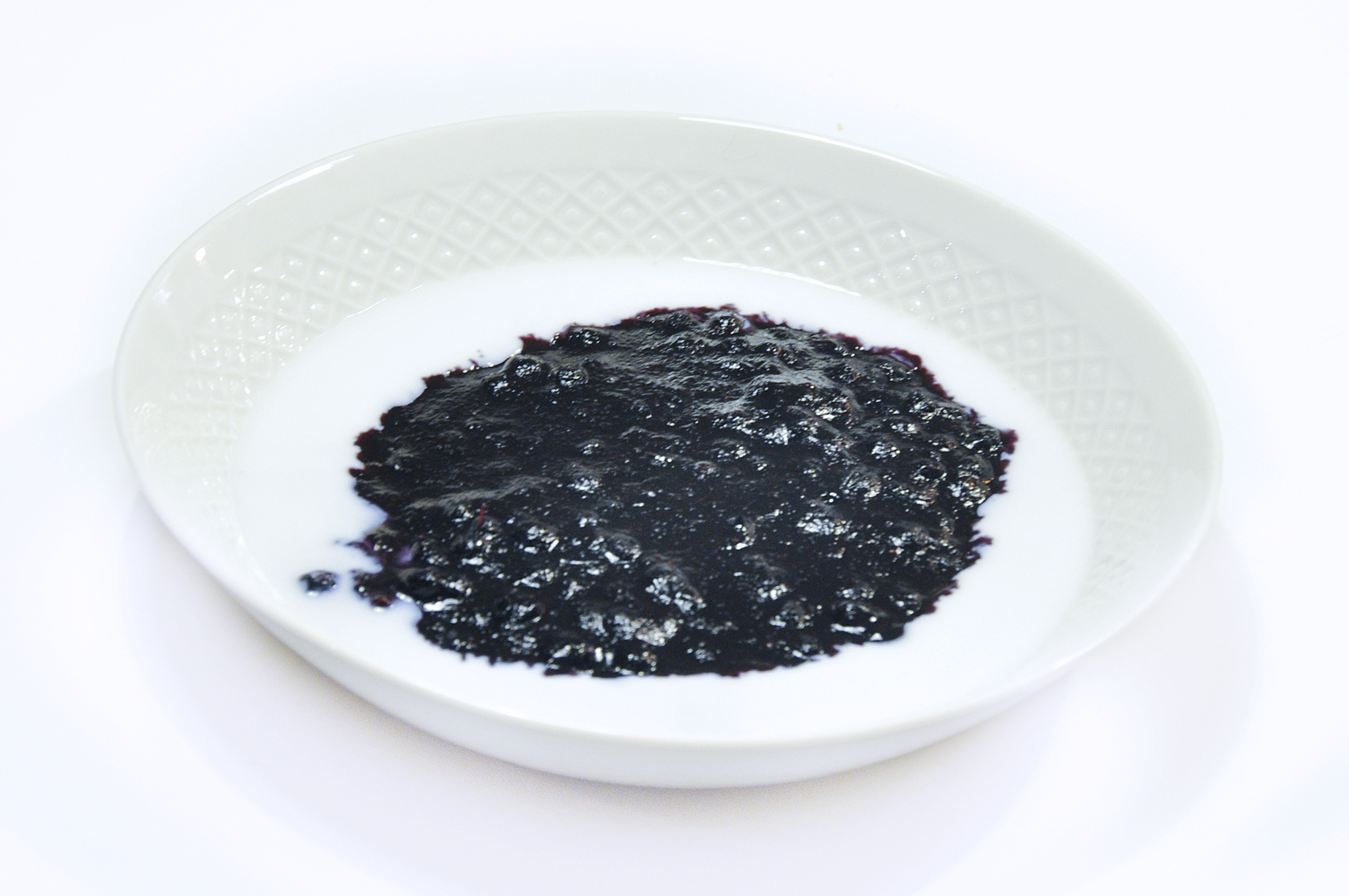
Blåbärsgröt

Blåbärsgröt är en maträtt; en gröt gjord på exempelvis mannagryns-, vete- eller rågmjöl samt blåbär. Blåbärsgröt äts varm med mjölk som frukost eller som efterrätt. Vid servering kan man söta gröten med socker eller honung.